# Paullinia leiocarpa
Paullinia leiocarpa là một loài thực vật có hoa trong họ Bồ hòn. Loài này được Griseb. mô tả khoa học đầu tiên năm 1859.